# لیام گریگان
لیام گریگان (انگلیسی: Liam Garrigan؛ زادهٔ ۱۷ اکتبر ۱۹۸۱) بازیگر اهل بریتانیا است.
از فیلم‌ها یا برنامه‌های تلویزیونی که وی در آن نقش داشته است، می‌توان به افسانه هرکول و چیس اشاره کرد.